# Wasilij Sitnikow
Wasilij Jakowlewicz Sitnikow (ros. Василий Яковлевич Ситников, ur. 19 sierpnia 1915, zm. 28 listopada 1987 w Nowym Jorku) – rosyjski malarz. Jeden z głównych przedstawicieli powojennej rosyjskiej sztuki nonkonformistycznej. 
Internowany przez władze sowieckie w 1941, uciekł z obozu przed planowaną egzekucją. Następnie był przetrzymywany w szpitalu psychiatrycznym w Kazaniu. Na krótko przed końcem II wojny światowej został wypuszczony na wolność.
Obrazy i szkice Sitnikowa są owocem długotrwałych studiów martwej natury i aktu, artysta w swoim pracach też często stosował cieniowanie. Jego prace są przeniknięte tematyką erotyczną w ujęciu surrealistycznym, przedstawione sceny są często spowite mgłą, deszczem lub strumieniami światła. Na jego obrazach często widać tradycyjne elementy, nawiązujące do kultury rosyjskiej, często w ujęciu symbolicznym lub w kontraście z nowoczesnością, artysta stosował też technikę paradoksu.
Sitnikow kształcił również artystów. Do jego uczniów zaliczają się m.in. tacy twórcy jak W.G. Weisberg, Y. A. Wedernikow, M. D. Sterligowa, A. W. Charitonow.
W 1975 wyemigrował do Austrii, przez 5 lat mieszkał w Kitzbühel. W 1980 przeniósł się do Stanów Zjednoczonych (mieszkał w Nowym Jorku do śmierci w 1987). Jego prace były wystawiane m.in. w Museum of Modern Art.
W 2002 rosyjski reżyser Andrej Zagdanski nakręcił film dokumentalny poświęcony artyście pt. Wasia.
W 2007 jeden z obrazów Sitnikowa został wystawiony i sprzedany na aukcji przeprowadzonej w serwisie LiveAuctioneers.com za rekordową sumę 496 000 dolarów.
24 maja 2009 w galerii Naszi Chudożniki (pol. Nasi Artyści) w Moskwie zaprezentowano wystawę poświęconą Sitnikowowi.